# Revenue Retrievin': Overtime Shift
Revenue Retrievin': Overtime Shift è il tredicesimo album del rapper statunitense E-40. Pubblicato il 29 marzo del 2011, l'album è distribuito dalla EMI e prodotto sotto l'etichetta Heavy On The Grind Entertainment. L'album è pubblicato nello stesso giorno assieme a Revenue Retrievin': Graveyard Shift.
Apprezzato dalla critica, l'album entra nella Billboard 200 e nelle classifiche degli album rap e R&B/Hip-Hop, raggiungendo anche il nono posto tra gli album indipendenti.
| Recensione | Giudizio |
| ---------- | -------- |
| AllMusic   | [ 1 ]    |
| HipHopDX   | [ 3 ]    |
| Pitchfork  | 8.0/10   |
| Spin       | 8/10     |
| RapReviews | 7.5/10   |

## Tracce
1. Mr. Flamboyant 2K11 – 4:30 (musica: Droop-E & E-40)
2. Drugs (featuring B-Legit) – 3:09 (musica: Aaron Harris & Laylaw)
3. Hillside – 4:02 (musica: Rawsmoov)
4. Gunz – 3:38 (musica: Tone Bone)
5. Slow It Down (featuring J. Stalin, Decadez & Lil Jon) – 3:39 (musica: Nonstop Da Hitman)
6. Me & My Bitch – 4:35 (musica: Willy Will)
7. Beastin' – 3:55 (musica: Chad Hugo)
8. My Money Straight (featuring Guce, Black C & Young Jun3) – 4:04 (musica: Traxx FDR)
9. I Love my Momma (featuring R.O.D. & Mic Conn) – 4:09 (musica: Matt Price)
10. I Am Your (featuring Droop-E & Laroo T.H.H.) – 3:11 (musica: DecadeZ)
11. In the Morning (featuring Beeda Weeda & Work Dirty) – 3:58 (musica: DecadeZ)
12. Punkin' Em Out – 3:55 (musica: DJ Toure)
13. Born In The Struggle (featuring Dr. Cornel West & Mike Marshall) – 4:38 (musica: Sean T)
14. Fuck 'Em – 3:24 (musica: DecadeZ)
15. Rear View Mirror (featuring B-Legit & Stressmatic) – 3:13 (musica: DecadeZ)
16. Lookin' Back (featuring Devin the Dude) – 4:25 (musica: Jake One)
17. Stay Gone (featuring Decadez) – 4:07 (musica: Droop-E)
18. Movin' Organized Business (M.O.B.) – 3:12 (musica: Willy Will)
19. Tired of Sellin Yola – 3:49 (musica: Droop-E)
20. Click About It (featuring The Click, Harm & Bosko) – 3:21 (musica: DecadeZ)

Tracce bonus su iTunes
1. Pussy Ass – 4:15
2. He's No Longer (featuring Bebop & Cheapskate) – 4:11

## Classifiche settimanali
| Classifica (2011)         | Posizione massima |
| ------------------------- | ----------------- |
| Stati Uniti               | 42                |
| US Independent Albums     | 9                 |
| US Top R&B/Hip-Hop Albums | 13                |
| US Top Rap Albums         | 7                 |